# Thái Ly
Thái Ly (6 tháng 7 năm 1930 – 6 tháng 4 năm 1992) là một biên đạo múa Việt Nam. Ông là một nghệ sĩ lớn, một trong những người đặt nền móng cho nghệ thuật múa Việt Nam với những tác phẩm và kịch múa kinh điển như Đôi bờ, Cánh chim và ánh mặt trời, Katu, Bả Khó. Ông còn là một giáo sư, một nhà lý luận phê bình về múa.
Ông được trao tặng Giải thưởng Hồ Chí Minh về văn học nghệ thuật đợt 1 (1996) và danh hiệu Nghệ sĩ nhân dân (1984).

## Tiểu sử
Thái Ly tên thật là Nguyễn Đình Thái, sinh ngày 6 tháng 7 năm 1930 tại Hải Dương trong một gia đình có truyền thống nghệ thuật.
Những năm 1950, khi đang làm việc ở Đoàn Ca múa Nhân dân trung ương tại chiến khu Việt Bắc, ông được cử sang du học ở Trung Quốc. Sau 5 năm học tại Học viện Nghệ thuật Bắc Kinh, ông tốt nghiệp khoa biên đạo múa với tác phẩm đầu tay Phá xiềng (Nghệ sĩ ưu tú Hoàng Điệp biểu diễn - âm nhạc Nguyễn Đình Tích).
Khi về nước, ông là một trong những người xây dựng nên Trường múa Việt Nam (nay là Học viện Múa Việt Nam) và giữ cương vị phó hiệu trưởng. Trong thời gian này, ngoài cương vị quản lý và giảng dạy, ông đã dàn dựng nhiều tác phẩm múa, kịch múa lớn để đời.
Thời kỳ chiến tranh Việt Nam, ông giữ vai trò chỉ đạo Đoàn Ca múa Giải phóng. Ông cũng đi vào chiến trường miền Nam, trở thành Phó vụ trưởng vụ văn nghệ của Chính phủ Cách mạng lâm thời Cộng hòa miền Nam Việt Nam.
Sau ngày Việt Nam tái thống nhất, ông góp phần thành lập Trường Múa thành phố Hồ Chí Minh. Ông tiếp tục tham gia vào các lĩnh vực sáng tác, huấn luyện, lý luận, biểu diễn và quản lý.
Thái Ly mất đột ngột vào ngày 6 tháng 4 năm năm 1992 tại Huế, khi 62 tuổi.

## Sự nghiệp
Sự nghiệp sáng tác của Thái Ly bao gồm nhiều tác phẩm múa và kịch múa, trong đó nhiều tác phẩm đã trở thành trở thành kinh điển trong nghệ thuật múa Việt Nam như: Đôi bờ (âm nhạc Nguyễn Đình Tích), Cánh chim và ánh mặt trời (âm nhạc Xuân Hòa), Katu (cùng Nghệ sĩ ưu tú Ngân Quý, âm nhạc Nguyễn Đình Tích), kịch múa như Hái hoa dâng Bác (nhạc Vĩnh Cát), Bà mẹ miền Nam (âm nhạc Xuân Hòa - Nguyễn Đình Tích), Bả Khó (âm nhạc Nguyễn Đình Tích)... Những sáng tác trong những năm chiến tranh Việt Nam như Xuống đường (âm nhạc Lưu Hữu Phước), Bài ca hi vọng (âm nhạc Văn Ký - Trường Nam), Hoa sen Đồng Tháp (âm nhạc Thanh Trúc), Hội nghị Diên Hồng, Tiếng cồng vượt thác (âm nhạc Lưu Nhất Vũ), Chông đồng khởi, Du kích vót chông, Xé ảnh tổng Ngô... Thời kỳ hòa bình ông có các tác phẩm múa Mâm vàng Cửu Long, Tiếng chày trên sóc Bom Bo....
Cánh chim và mặt trời là một tác phẩm tiêu biểu của ông với "hình ảnh cánh chim vùng lên trong mưa gió, cố bay lên đón ánh mặt trời để nói về khát vọng tự do" đã được nghệ sĩ Chu Thúy Quỳnh và nhiều nghệ sĩ khác biểu diễn thành công.
Tác phẩm múa Katu ông dàn dựng cùng Ngân Quý thể hiện cô gái dân tộc Cơ Tu trong hình tượng Phật bà nghìn mắt nghìn tay là một tác phẩm tiêu biểu cho múa dân tộc. Tác phẩm đã giành Huy chương bạc trong Hội diễn nghệ thuật toàn quốc năm 1962 và giải thưởng quốc tế tại Bulgaria. Katu cũng được người dân Cơ Tu (ở Quảng Nam) biểu diễn và đã được biểu diễn rộng rãi trên các sân khấu trong nước và quốc tế.
Về kịch múa, ông là người đã biên đạo cho vở kịch múa (ballet) đầu tiên của Việt Nam là Hái hoa dâng Bác vào năm 1960 (âm nhạc Vĩnh Cát dựa trên vở ca kịch Chúc thọ Bác Hồ của Lưu Hữu Phước). Sau này ông lại dàn dựng cho 2 vở kịch múa Bà mẹ miền Nam và Bả Khó, sau này đều trở thành những vở vũ kịch kinh điển của Việt Nam.
Thái Ly là nhà biên kịch múa hàng đầu, có nhiều đóng góp to lớn cho nghệ thuật múa Việt Nam. Nhạc sĩ Ca Lê Thuần đã nói về ông: "Thái Ly trở thành một người nghệ sĩ lớn của ngành múa Việt Nam, bởi ông đã tiếp cận với nghệ thuật múa bằng cả ba con đường triết học, tâm lý học và xã hội học. Do đó, các tác phẩm của ông luôn phù hợp với công chúng, với xã hội nhằm hướng con người đến những vấn đề lớn lao của đất nước và thời đại". Theo Nghệ sĩ nhân dân Lê Huân, Thái Ly là một trong những biên đạo múa Việt Nam đi tiên phong sử dụng ngôn ngữ múa cổ điển châu Âu vào trong các tác phẩm múa dân gian, dân tộc từ những năm 60 của thế kỷ 20.
Ngoài công tác quản lý và sáng tác, ông đã giảng dạy cho nhiều nghệ sĩ mà sau này nhiều người đã trở nên nổi tiếng như các Nghệ sĩ nhân dân Chu Thúy Quỳnh, Kim Quy, Lê Huân, Nghệ sĩ ưu tú Thành Lộc,...

## Vinh danh
Ông có học hàm Giáo sư. Ông được trao tặng danh hiệu Nghệ sĩ nhân dân vào năm 1984. Năm 1996, ông được trao Giải thưởng Hồ Chí Minh về văn học nghệ thuật với các tác phẩm Bả Khó, Bà mẹ Miền Nam, Bài ca hi vọng, Katu, Cánh chim và ánh mặt trời. Ông là cá nhân đầu tiên trong ngành múa nhận được giải thưởng này.
Năm 2021, tên Thái Ly được chọn để đặt tên cho một con đường ở Thành phố Hồ Chí Minh. Ngày 25 tháng 12, Hội Nghệ sĩ Múa Việt Nam đã tổ chức Hội thảo khoa học "GS.NSND Thái Ly – Cuộc đời và sự nghiệp".